# Buchivacoa
Buchivacoa is een gemeente in de Venezolaanse staat Falcón. De gemeente telt 24.400 inwoners. De hoofdplaats is Capatárida.